# Buddhismus

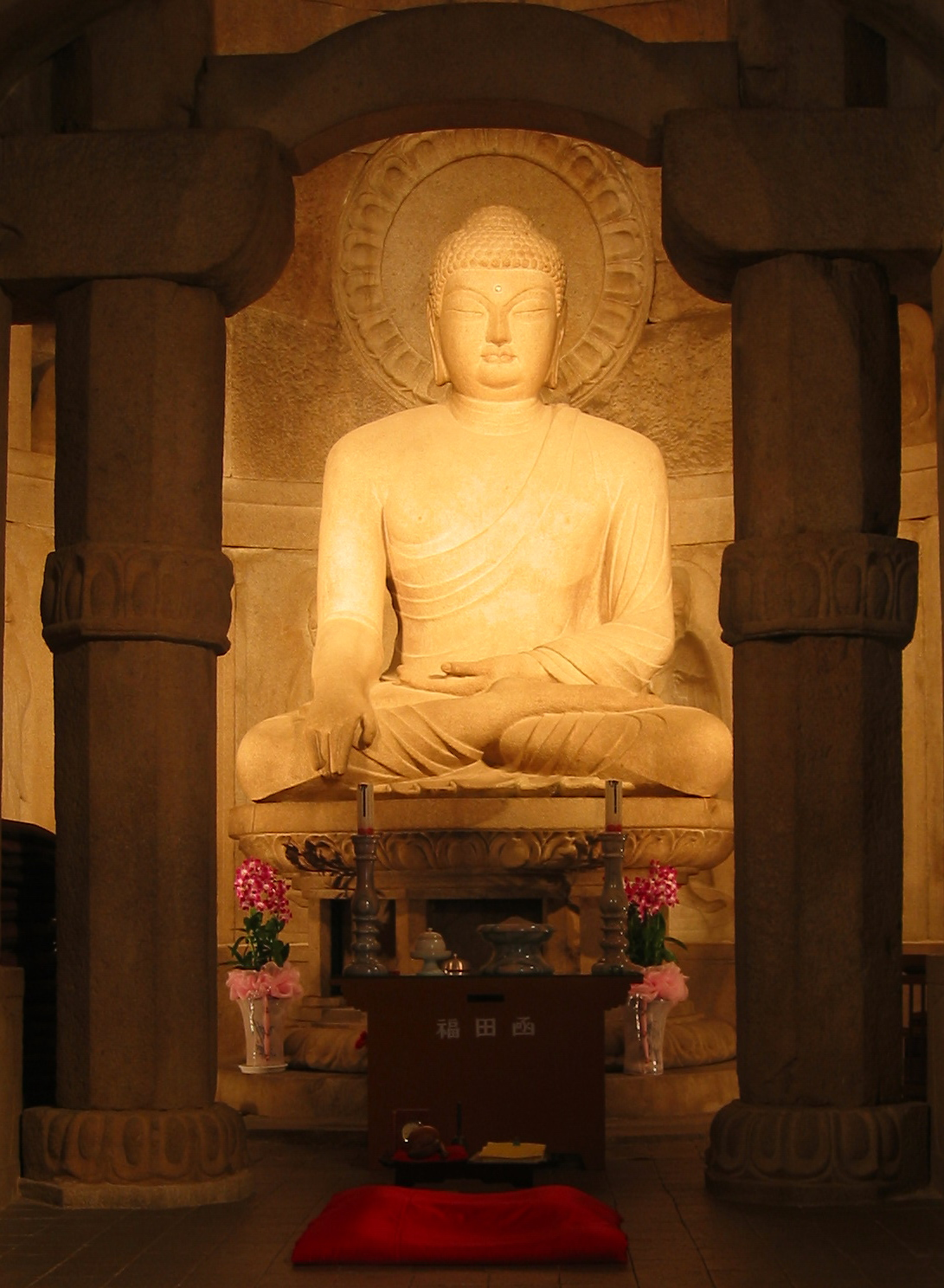
Buddha-Statue in der Seokguram-Grotte

Die Internationale Buddhistische Flagge wurde 1885 erstmals verwendet und ist seit 1950 internationales Symbol des Buddhismus

Der Buddhismus ist eine der großen Weltreligionen. Im Gegensatz zu anderen großen Religionen ist der Buddhismus keine theistische Religion, und daher hat er auch nicht die Verehrung eines allmächtigen Gottes als sein Zentrum (wie es etwa im Christentum der Fall ist). Vielmehr gründen sich die meisten buddhistischen Lehren auf umfangreiche philosophisch-logische Überlegungen in Verbindung mit Leitlinien der Lebensführung, wie es auch im chinesischen Daoismus und Konfuzianismus der Fall ist. Zudem ist die Praxis der Meditation und daraus herrührendes Erfahrungswissen ein wichtiges Element im Buddhismus.
Wie andere Religionen umfasst auch der Buddhismus ein weites Spektrum an Erscheinungsformen, die sowohl philosophische Lehre beinhalten als auch Klosterwesen, kirchen- oder vereinsartige Religionsgemeinschaften und einfache Volksfrömmigkeit. Sie werden im Fall des Buddhismus aber durch keine zentrale Autorität oder Lehrinstanz, die Dogmen verkündet, zusammengehalten.
Gemeinsam ist allen Buddhisten, dass sie sich auf die Lehren des Siddhartha Gautama berufen, der in Nordindien lebte, nach den heute in der Forschung vorherrschenden Datierungsansätzen im 6. und möglicherweise noch im frühen 5. Jahrhundert v. Chr. Er wird als der „historische Buddha“ bezeichnet, um ihn von den mythischen Buddha-Gestalten zu unterscheiden, die nicht historisch bezeugt sind. „Buddha“ bedeutet wörtlich „der Erwachte“ und ist ein Ehrentitel, der sich auf ein Erlebnis bezieht, das als Bodhi („Erwachen“) bezeichnet wird. Gemeint ist damit nach der buddhistischen Lehre eine fundamentale und befreiende Einsicht in die Grundtatsachen allen Lebens, aus der sich die Überwindung des leidhaften Daseins ergibt. Diese Erkenntnis nach dem Vorbild des historischen Buddha durch Befolgung seiner Lehren zu erlangen, ist das Ziel der buddhistischen Praxis – wobei von den beiden Extremen der selbstzerstörerischen Askese und des ungezügelten Hedonismus, aber auch generell von Radikalismus abgeraten wird, vielmehr soll ein Mittlerer Weg eingeschlagen werden. In diesem Zusammenhang stellen die Aussagen des Religionsgründers Buddha in der Überlieferung die zentrale Autorität dar, und es gibt einen historisch gewachsenen Kanon an Texten, mit dem im Rahmen von Buddhistischen Konzilien die Grundlinien der Religion bestimmt worden sind (siehe Buddhistischer Kanon). Gleichwohl handelt es sich nicht um Dogmen im Sinne einer Offenbarungsreligion, deren Autorität sich auf den Glauben an eine göttlich inspirierte heilige Schrift stützt. Dementsprechend wird der Buddha im Buddhismus verehrt, aber nicht in einem engeren Sinne angebetet.
Der Buddhismus hat weltweit je nach Quelle und Zählweise zwischen 230 und 500 Millionen Anhänger – und ist damit die viertgrößte Religion der Erde (nach Christentum, Islam und Hinduismus). Der Buddhismus stammt aus Indien und ist heute am meisten in Süd-, Südost- und Ostasien verbreitet. Etwa die Hälfte aller Buddhisten lebt in China. Er hat seit dem 19. Jahrhundert aber auch begonnen, in der westlichen Welt Fuß zu fassen.

## Überblick

### Entwicklung

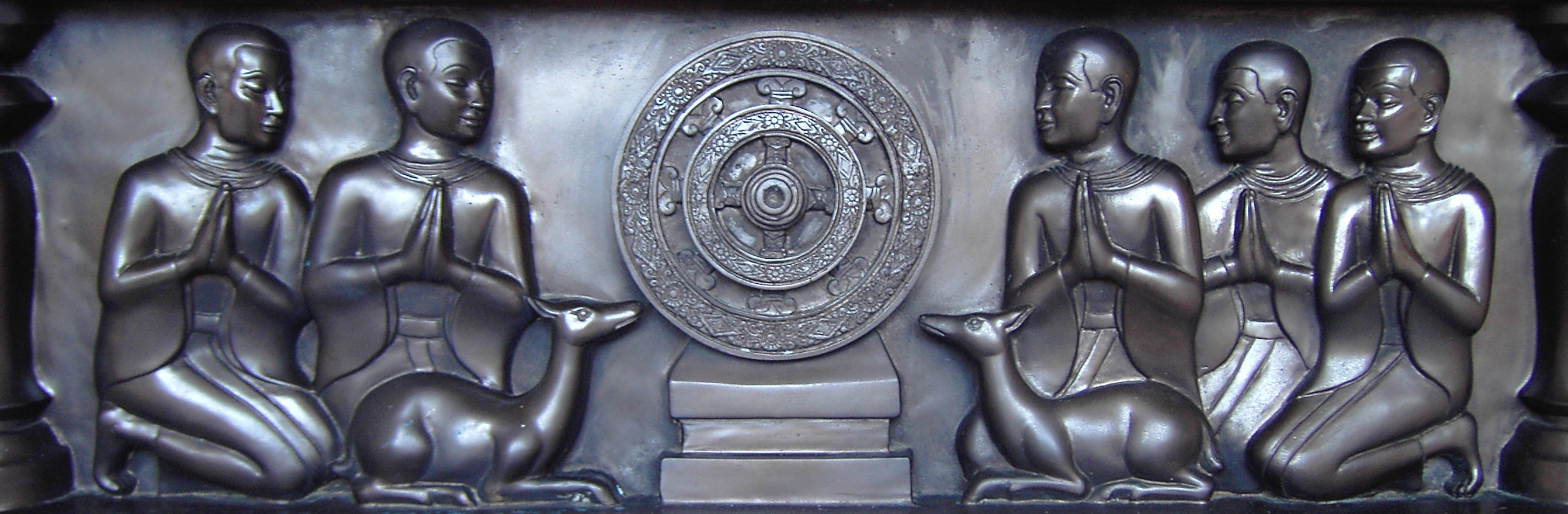
Die fünf ersten Schüler des Buddha mit dem Dharmachakra, einer symbolischen Darstellung der Lehre, das in der frühen buddhistischen Kunst auch für den Buddha selbst steht

Der Buddhismus entstand auf dem indischen Subkontinent durch Siddhartha Gautama. Der Überlieferung zufolge erlangte er im Alter von 35 Jahren durch das Erlebnis des „Erwachens“ eine innere Transformation. Zunächst habe er es nicht für möglich gehalten, über seine Einsichten überhaupt zu sprechen, habe sich aber dann dazu bewegen lassen, sie in eine ausformulierte Lehre zu kleiden, um sie nach Möglichkeit weiterzugeben. Er gewann bald Schüler und gründete die buddhistische Gemeinde. Bis zu seinem Tod im Alter von etwa 80 Jahren wanderte er schließlich lehrend durch Nordindien.
Von der nordindischen Heimat Siddhartha Gautamas verbreitete sich der Buddhismus zunächst auf dem indischen Subkontinent, auf Sri Lanka und in Zentralasien. Insgesamt sechs buddhistische Konzile trugen zur „Kanonisierung“ der Lehren und, gemeinsam mit der weiteren Verbreitung in Ost- und Südostasien, zur Entwicklung verschiedener Traditionen bei. Der nördliche Buddhismus (Mahayana) erreichte über die Seidenstraße Zentral- und Ostasien, wo sich weitere Traditionen, wie etwa Chan (China), Zen (Japan) und Amitabha-Buddhismus (Ostasien), entwickelten. In die Himalaya-Region gelangte der Buddhismus auch direkt aus Nordindien; dort entstand der Vajrayana (Tibet, Bhutan, Nepal, Mongolei u. a.). Aspekte des Buddhismus drangen auch in andere religiöse Traditionen ein oder gaben Impulse zu deren Institutionalisierung (vgl. Bön und Shintō bzw. Shinbutsu-Shūgō). Von Südindien und Sri Lanka gelangte der südliche Buddhismus (Theravada) in die Länder Südostasiens, wo er den Mahayana verdrängte. Der Buddhismus trat in vielfältiger Weise mit den Religionen und Philosophien der Länder, in denen er Verbreitung fand, in Wechselwirkung. Dabei wurde er auch mit religiösen und philosophischen Traditionen kombiniert, deren Lehren sich von denen des ursprünglichen Buddhismus stark unterscheiden.

### Lehre

Das Dharmachakra (Rad der Lehre) ist das Symbol der Lehre des Buddha. Die acht Speichen des Rades weisen auf den Edlen Achtfachen Pfad hin.

Die Grundlagen der buddhistischen Praxis und Theorie sind vom Buddha in Form der Vier Edlen Wahrheiten formuliert worden: Die Erste Edle Wahrheit lautet, dass das Leben in der Regel vom Leiden (dukkha) an Geburt, Alter, Krankheit und Tod geprägt ist, sowie von subtileren Formen des Leidens, die vom Menschen oft nicht als solches erkannt werden, wie etwa das Hängen an einem Glück, das jedoch vergänglich ist (in diesem Zusammenhang wird darauf hingewiesen, dass das Wort „dukkha“ sich auch auf Bedeutungen wie „Unbefriedigtsein, Frustration“ erstreckt). Die Zweite Edle Wahrheit lautet, dass dieses Leid in Abhängigkeit von Ursachen entsteht, nämlich im Wesentlichen durch die Drei Geistesgifte, die in deutscher Übersetzung meist als „Gier“, „Hass“ und „Unwissenheit / Verblendung“ bezeichnet werden. Die Dritte Edle Wahrheit besagt, dass das Leiden, da durch Ursachen bedingt, zukünftig aufgehoben werden kann, wenn nur diese Ursachen aufgelöst werden können, und dass dann vollständige Freiheit von Leiden erlangt werden kann (also auch Freiheit von Geburt und Tod). Die Vierte Edle Wahrheit besagt, dass es Mittel zu dieser Auflösung der Leidensursachen gibt, und damit zur Entstehung von wirklichem Glück: Dies ist die Praxis der Übungen des Edlen Achtfachen Pfades. Sie bestehen in: rechter Erkenntnis, rechter Absicht, rechter Rede, rechtem Handeln, rechtem Lebenserwerb, rechter Übung, rechter Achtsamkeit und rechter Meditation, wobei mit recht die Übereinstimmung der Praxis mit den Vier Edlen Wahrheiten, also der Leidvermeidung, gemeint ist.
Nach der buddhistischen Lehre sind alle unerleuchteten Wesen einem endlosen leidvollen Kreislauf (Samsara) von Geburt und Wiedergeburt unterworfen, Ziel der buddhistischen Praxis ist, aus diesem Kreislauf des ansonsten immerwährenden Leidenszustandes herauszutreten. Dieses Ziel soll durch die Vermeidung von Leid, also ethisches Verhalten, die Kultivierung der Tugenden (Fünf Silas), die Praxis der „Versenkung“ (Samadhi, vgl. Meditation) und die Entwicklung von Mitgefühl (hier klar unterschieden von Mitleid) für alle Wesen und allumfassender Weisheit (Prajna) als Ergebnisse der Praxis des Edlen Achtfachen Pfades erreicht werden. Auf diesem Weg werden Leid und Unvollkommenheit überwunden und durch Erleuchtung (Erwachen) der Zustand des Nirwana realisiert. Nirwana ist nicht einfach ein Zustand, in dem kein Leid empfunden wird, sondern eine umfassende Transformation des Geistes, in dem auch alle Veranlagungen, Leiden je hervorzubringen, verschwunden sind. Es ist ein transzendenter Zustand, der nicht sprachlich oder vom Alltagsverstand erfasst werden kann, aber im Prinzip von jedem fühlenden Wesen verwirklicht werden könnte.
Indem jemand Zuflucht zum Buddha (dem Zustand), zum Dharma (Lehre und Weg zu diesem Zustand) und zur Sangha (der Gemeinschaft der Praktizierenden) nimmt, bezeugt er seinen Willen zur Anerkennung und Praxis der Vier Edlen Wahrheiten und seine Zugehörigkeit zur Gemeinschaft der Praktizierenden des Dharma. Die Sangha selbst unterteilt sich in die Praktizierenden der Laien-Gemeinschaft und die ordinierten der Mönchs- bzw. Nonnenorden.

## Siddhartha Gautama

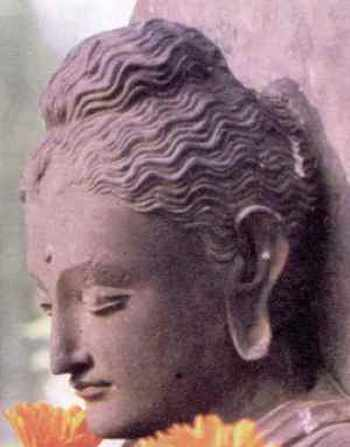
Siddhartha Gautama, hier als Statue am Niederrhein in der Darstellung als Buddha Shakyamuni (Ehrentitel: Der Weise aus dem Geschlecht der Shakya)

Die Lebensdaten Siddhartha Gautamas gelten traditionell als Ausgangspunkt für die Chronologie der südasiatischen Geschichte, sie sind jedoch umstritten. Die herkömmliche Datierung (563–483 v. Chr.) wird heute kaum noch vertreten. Die neuere Forschung geht davon aus, dass Siddhartha nicht 563 v. Chr. geboren wurde, sondern mehrere Jahrzehnte, vielleicht ein Jahrhundert später. Die gegenwärtig vorherrschenden Ansätze für die Datierung des Todes schwanken zwischen ca. 420 und ca. 368 v. Chr.
Nach der Überlieferung wurde Siddhartha in Lumbini im nordindischen Fürstentum Kapilavastu, heute ein Teil Nepals, als Sohn des Herrscherhauses von Shakya geboren. Daher trägt er den Beinamen Shakyamuni, „Weiser aus dem Hause Shakya“.
Im Alter von 29 Jahren wurde ihm bewusst, dass Reichtum und Luxus nicht die Grundlage für Glück sind. Er erkannte, dass Leid wie Altern, Krankheit, Tod und Schmerz untrennbar mit dem Leben verbunden ist, und brach auf, um verschiedene Religionslehren und Philosophien zu erkunden, um die wahre Natur menschlichen Glücks zu finden. Sechs Jahre der Askese, des Studiums und danach der Meditation führten ihn schließlich auf den Weg der Mitte. Unter einer Pappelfeige in Bodhgaya im heutigen Nordindien hatte er das Erlebnis des Erwachens (Bodhi). Wenig später hielt er in Isipatana, dem heutigen Sarnath, seine erste Lehrrede und setzte damit das „Rad der Lehre“ (Dharmachakra) in Bewegung.
Danach verbrachte er als ein Buddha den Rest seines Lebens mit der Unterweisung und Weitergabe der Lehre, des Dharma, an die von ihm begründete Gemeinschaft. Diese Vierfache Gemeinschaft bestand aus den Mönchen (Bhikkhu) und Nonnen (Bhikkhuni) des buddhistischen Mönchtums sowie aus männlichen Laien (Upāsaka) und weiblichen Laien (Upasika). Mit seinem (angeblichen) Todesjahr im Alter von 80 Jahren beginnt die buddhistische Zeitrechnung.

## Geschichte und Verbreitung des Buddhismus

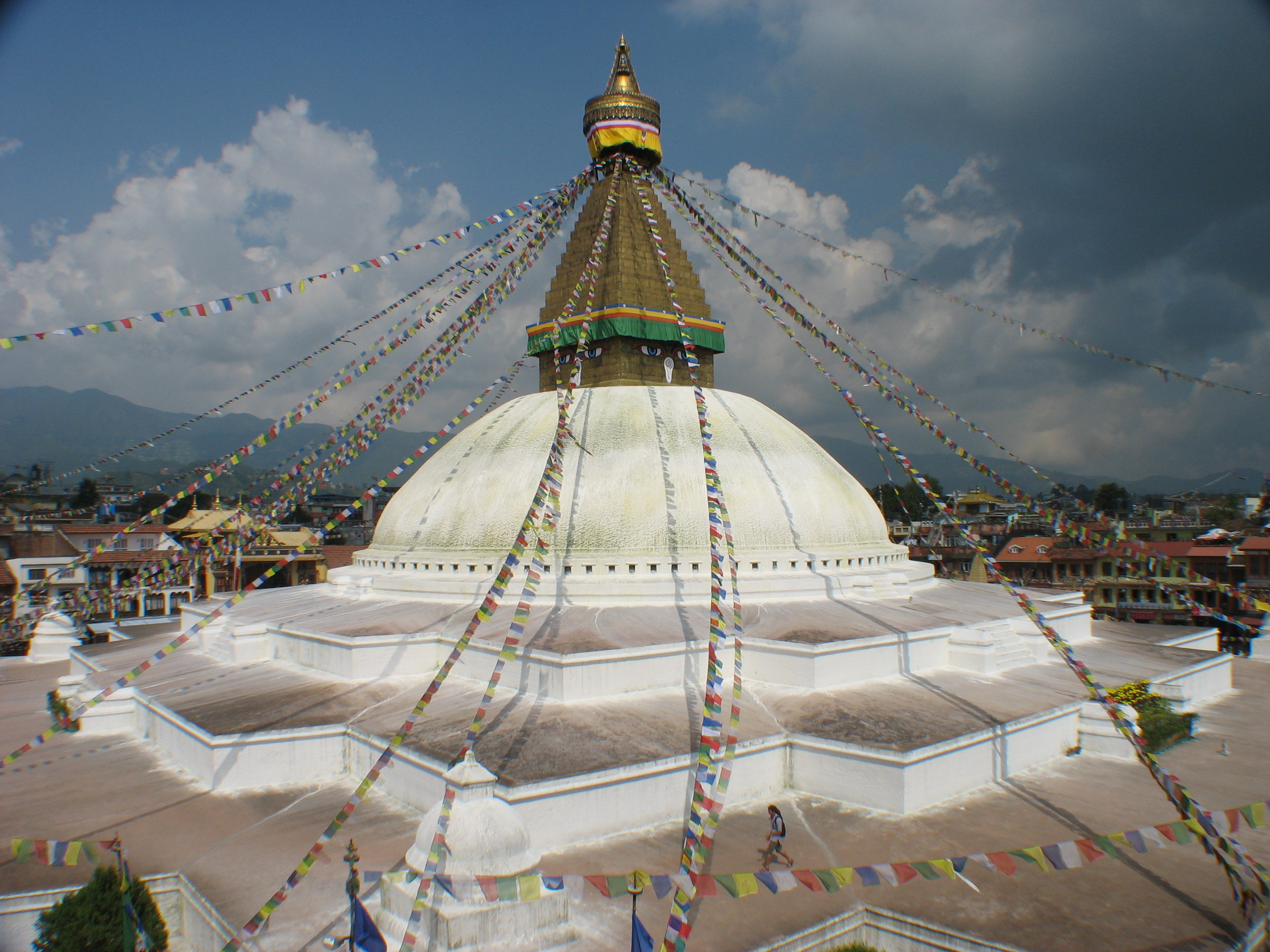
Stupa in Bodnath, Nepal

### Die ersten drei Konzile
Drei Monate nach dem Tod des Buddha traten seine Schüler in Rajagarha zum ersten Konzil (sangiti) zusammen, um den Dhamma (die Lehre) und den Vinaya (die Mönchsregeln) zu besprechen und gemäß den Unterweisungen des Buddha festzuhalten. Die weitere Überlieferung erfolgte mündlich. Etwa 100 Jahre später fand in Vesali das zweite Konzil statt. Diskutiert wurden nun vor allem die Regeln der Mönchsgemeinschaft, da es bis dahin bereits zur Bildung verschiedener Gruppierungen mit unterschiedlichen Auslegungen der ursprünglichen Regeln gekommen war.
Während des zweiten Konzils und den folgenden Zusammenkünften kam es zur Bildung von bis zu 18 verschiedenen Schulen (Nikaya-Schulen), die sich auf unterschiedliche Weise auf die ursprünglichen Lehren des Buddha beriefen. Daneben entstand auch die Mahasanghika, die für Anpassungen der Regeln an die veränderten Umstände eintrat und als früher Vorläufer des Mahayana betrachtet werden kann. Die ersten beiden Konzile sind von allen buddhistischen Schulen anerkannt. Die anderen Konzilien werden nur von einem Teil der Schulen akzeptiert. Die Historizität der Konzile stuft der Sinologe Helwig Schmidt-Glintzer allerdings als unwahrscheinlich ein.
Im 3. Jahrhundert v. Chr. trat in Pataliputra (heute Patna), unter der Schirmherrschaft des Königs Ashoka und dem Vorsitz des Mönchs Moggaliputta Tissa, das 3. Konzil zusammen. Ziel der Versammlung war es, sich wieder auf eine einheitliche buddhistische Lehre zu einigen. Insbesondere Häretiker sollten aus der Gemeinschaft ausgeschlossen und falsche Lehren widerlegt werden. Im Verlauf des Konzils wurde zu diesem Zweck das Buch Kathavatthu verfasst, das die philosophischen und scholastischen Abhandlungen zusammenfasste. Dieser Text wurde zum Kernstück des Abhidhammapitaka, einer philosophischen Textsammlung. Zusammen mit dem Suttapitaka, den niedergeschriebenen Lehrreden des Buddha, und dem Vinayapitaka, der Sammlung der Ordensregeln, bildet es das in Pali verfasste Tipitaka (Sanskrit: Tripitaka, deutsch: „Dreikorb“, auch Pali-Kanon), die älteste große Zusammenfassung buddhistischen Schriftgutes.
Nur diese Schriften wurden vom Konzil als authentische Grundlagen der buddhistischen Lehre anerkannt, was die Spaltung der Mönchsgemeinschaft besiegelte. Während der Theravada, die Lehre der Älteren, sich auf die unveränderte Übernahme der ursprünglichen Lehren und Regeln einigte, legte die Mahasanghika keinen festgelegten Kanon von Schriften fest und nahm auch Schriften auf, deren Herkunft vom Buddha nicht eindeutig nachgewiesen werden konnte.

### Ausbreitung in Südasien und Ostasien

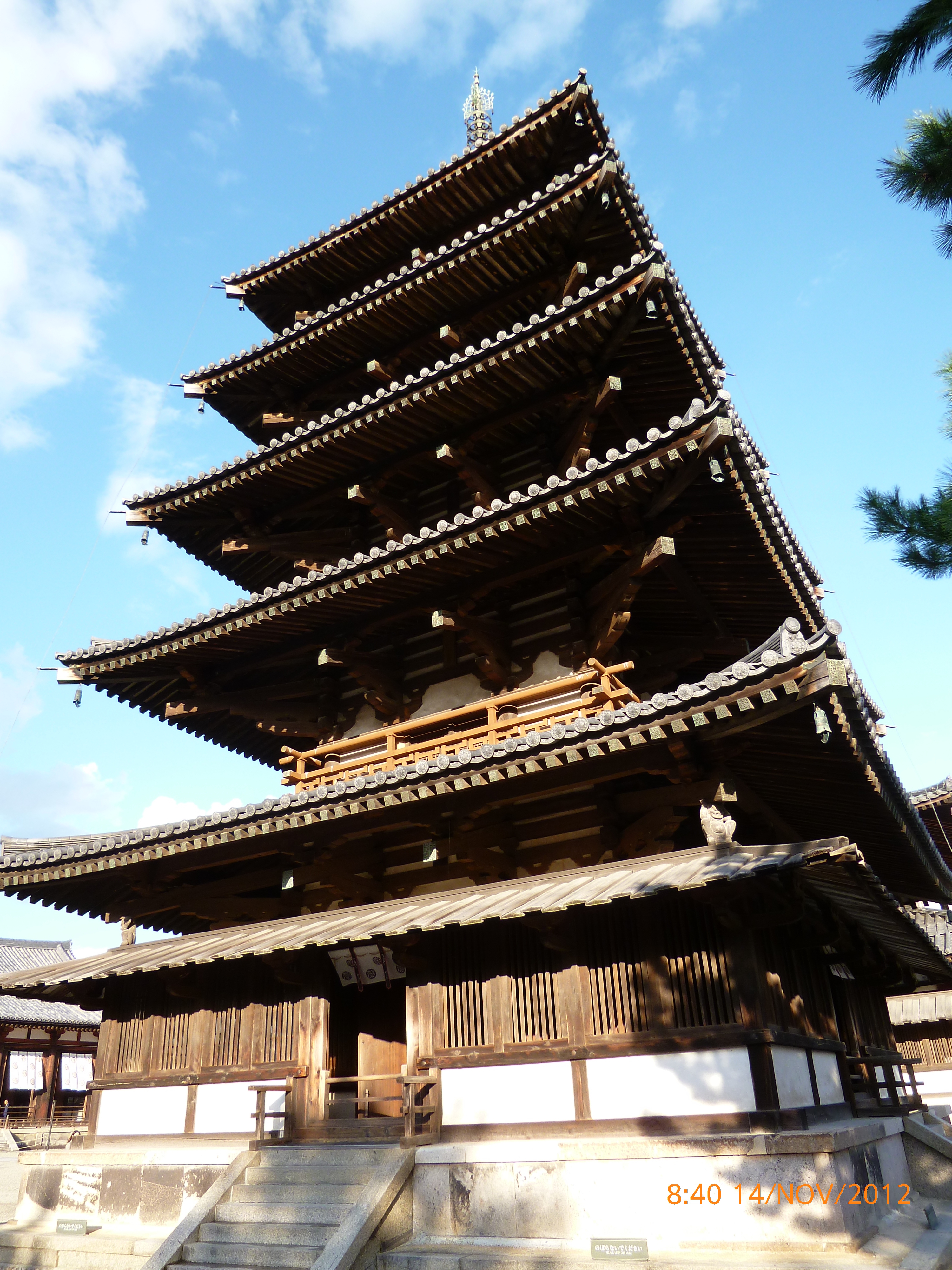
Buddhistisches Denkmal im Horyu-ji

In den folgenden Jahrhunderten verbreitete sich die Lehre in Süd- und Ostasien. Während der Regierungszeit des Königs Aśoka (3. Jahrhundert v. Chr.) verbreitete sich der Buddhismus über ganz Indien und weit darüber hinaus. Auch Teile von Afghanistan gehörten zu seinem Reich. Im Grenzgebiet zu Pakistan entstand dort, beeinflusst von griechischen Bildhauern, die mit Alexander dem Großen ins Land gekommen waren, in Gandhara die graeco-buddhistische Kultur, eine Mischung von indischen und hellenistischen Einflüssen. In deren Tradition entstanden unter anderem die Buddha-Statuen von Bamiyan.
Aśoka schickte Gesandte in viele Reiche jener Zeit. So verbreitete sich die Lehre allmählich über die Grenzen jener Region, in welcher der Buddha gelebt und gelehrt hatte, hinaus. Im Westen reisten Aśokas Gesandte bis in den Nahen Osten, Ägypten, zu den griechischen Inseln und nach Makedonien. Über Sri Lanka gelangte die Buddha-Lehre in den folgenden Jahrhunderten zum malayischen Archipel (Indonesien, Borobudur) und nach Südostasien, also Kambodscha (Funan, Angkor), Thailand, Myanmar (Pegu) und Laos. Im Norden und Nordosten wurde der Buddhismus im Hochland des Himalaya (Tibet) sowie in China, Korea und in Japan bekannt.

### Zurückdrängung in Indien

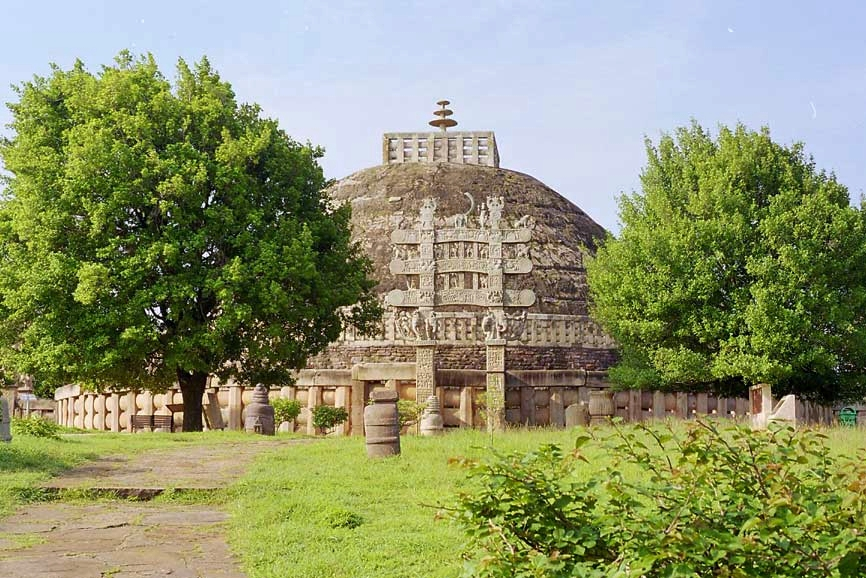
Sanchi, Indien (3. Jh. v. Chr.)

Während der Buddhismus so weitere Verbreitung fand, verschwand er aus den meisten Gegenden Indiens ab dem 12. Jahrhundert. Die Gründe werden zum einen in der gegenseitigen Durchdringung von Buddhismus und Hinduismus gesehen, zum anderen in der moslemischen Invasion Indiens, in deren Verlauf viele Mönche getötet und Klöster zerstört wurden. Auch die heute noch bekannten letzten Hochburgen des Buddhismus auf dem indischen Subkontinent (Sindh, Bengalen) gehörten zu den islamisierten Gebieten. Auf dem malayischen Archipel (Malaysia, Indonesien) sind heute (mit Ausnahme Balis) nur noch Ruinen zu sehen, die zeigen, dass hier einstmals buddhistische Kulturen geblüht hatten.

### Weiterentwicklung
Eine vielfältige Weiterentwicklung der Lehre war durch die Worte des Buddha vorbestimmt: Als Lehre, die ausdrücklich in Zweifel gezogen werden darf, hat der Buddhismus sich teilweise mit anderen Religionen vermischt, die auch Vorstellungen von Gottheiten kennen oder die die Gebote der Enthaltsamkeit weniger streng oder gar nicht handhabten.
Der Theravada („die Lehre der Ältesten“) hält sich an die Lehre des Buddha, wie sie auf dem Konzil von Patna festgelegt wurde. Er ist vor allem in den Ländern Süd- und Südostasiens (Sri Lanka, Myanmar, Thailand, Laos und Kambodscha) weit verbreitet. Der Mahayana („das große Fahrzeug“) durchmischte sich mehr mit den ursprünglichen Religionen und Philosophien der Kulturen, in denen der Buddhismus einzog. So kamen z. B. in China Elemente des Daoismus hinzu, wodurch schließlich die Ausprägung des Chan-Buddhismus und später in Japan Zen entstand.
Insbesondere der Kolonialismus des 19. Jahrhunderts hat in vielen Ländern Asiens zu einer Renaissance des Buddhismus geführt. Die Schaffung einer internationalen buddhistischen Flagge 1885 ist dafür ein symbolischer Ausdruck. Besonders den Initiativen von Thailand und Sri Lanka ist die 1950 erfolgte Gründung der World Fellowship of Buddhists (WFB) zu verdanken.

### Heutige Verbreitung in Asien

Prozentualer Anteil der Buddhisten pro Land, laut Pew Research Center, Stand: 2010

Heute leben weltweit näherungsweise 450 Millionen Buddhisten. Diese Zahl ist jedoch eher als Anhaltspunkt aufzufassen, da es starke Schwankungen zwischen einzelnen Statistiken gibt. Die Länder mit der stärksten Verbreitung des Buddhismus gemessen am prozentualen Anteil der buddhistischen Bevölkerung im jeweiligen Land sind (in dieser Reihenfolge) Thailand, Kambodscha, Myanmar, Bhutan, Sri Lanka, Laos, die Mongolei, Japan, Südkorea, Vietnam, Taiwan, Singapur, Malaysia, China und Nepal.
| Land                                                                                     | Artikel                    | Anteil der buddh. Bevölkerung im jeweiligen Land (in Prozent) | überwiegende Strömung |
| ---------------------------------------------------------------------------------------- | -------------------------- | ------------------------------------------------------------- | --------------------- |
| Thailand                                                                                 | Buddhismus in Thailand     | 95                                                            | Theravada             |
| Kambodscha                                                                               | Buddhismus in Kambodscha   | 93                                                            | Theravada             |
| Myanmar                                                                                  | Buddhismus in Myanmar      | 87,2 A                                                        | Theravada             |
| Bhutan                                                                                   | Buddhismus in Bhutan       | 72                                                            | Vajrayana             |
| Sri Lanka                                                                                | Buddhismus in Sri Lanka    | 70,2                                                          | Theravada             |
| Laos                                                                                     | Buddhismus in Laos         | 66,3                                                          | Theravada             |
| Mongolei                                                                                 | Buddhismus in der Mongolei | 40                                                            | Vajrayana             |
| Japan                                                                                    | Buddhismus in Japan        | 20–67                                                         | Mahayana              |
| Südkorea                                                                                 | Buddhismus in Südkorea     | 23,7                                                          | Mahayana              |
| Vietnam                                                                                  | Buddhismus in Vietnam      | 22                                                            | Mahayana              |
| Taiwan                                                                                   | Buddhismus in Taiwan       | 21,2                                                          | Mahayana              |
| Singapur                                                                                 | Buddhismus in Singapur     | 21,1                                                          | Mahayana              |
| Malaysia                                                                                 | Buddhismus in Malaysia     | 19–22                                                         | Mahayana              |
| China                                                                                    | Buddhismus in China        | 18                                                            | unbekannt             |
| Nepal                                                                                    | Buddhismus in Nepal        | 08,2                                                          | Vajrayana             |
| Geringere Anteile, aber gewisse Bekanntheit, haben die Gemeinschaften folgender Staaten: |                            |                                                               |                       |
| Indien                                                                                   | Buddhismus in Indien       | 00,7 B                                                        | Navayana              |
| Russland                                                                                 | Buddhismus in Russland     | 00,7 C                                                        | Vajrayana             |

### Situation in anderen Erdteilen
Seit dem 19. und insbesondere seit dem 20. Jahrhundert wächst auch in den industrialisierten Staaten Europas, den USA und Australien die Tendenz, sich dem Buddhismus als Weltreligion zuzuwenden. Im Unterschied zu den asiatischen Ländern gibt es im Westen die Situation, dass die zahlreichen und oft sehr unterschiedlichen Ausprägungen der verschiedenen Lehrrichtungen nebeneinander in Erscheinung treten.
Organisationen wie die 1975 gegründete EBU (Europäische Buddhistische Union) haben sich zum Ziel gesetzt, diese Gruppen miteinander zu vernetzen und sie in einen Diskurs mit einzubeziehen, der einen längerfristigen Prozess zur Inkulturation und somit Herausbildung eines europäischen Buddhismus begünstigen soll. Ein weiteres Ziel ist die Integration in die europäische Gesellschaft, damit die buddhistischen Vereinigungen ihr spirituelles, humanitäres, kulturelles und soziales Engagement ohne Hindernisse ausüben können.
In vielen Ländern Europas wurde der Buddhismus gegen Ende des 20. Jahrhunderts öffentlich und staatlich als Religion anerkannt. In Europa erhielt der Buddhismus zuerst in Österreich die volle staatliche Anerkennung (1983). In Deutschland und der Schweiz haben die buddhistischen Religionsgemeinschaften keinen öffentlich-rechtlichen Status.
Siehe auch:
- Buddhismus im Westen
- Buddhismus in Europa
- Buddhismus in Deutschland
- Buddhismus in Österreich
- Buddhismus in der Schweiz

## Die Lehren des Buddhismus

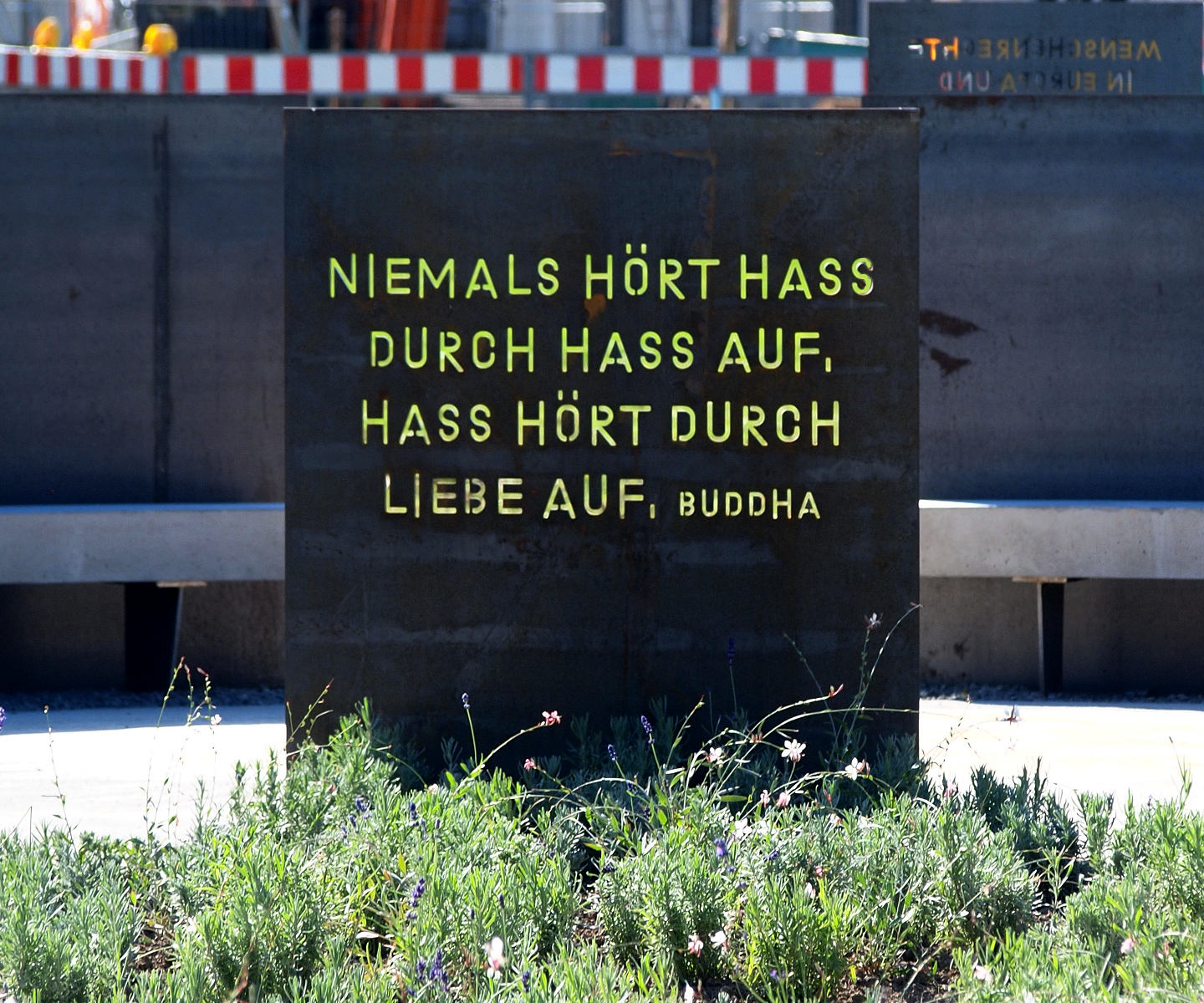
Ein dem Buddha zugeschriebener Sinnspruch steht im Karlsruher Garten der Religionen. Es ist der fünfte Vers des Dhammapada. Richtig übersetzt, hieße es „Nicht-Hass“ anstelle von „Liebe“.

In seiner ursprünglichen Form, die aus der vorliegenden ältesten Überlieferung nur eingeschränkt rekonstruierbar ist, und durch seine vielfältige Fortentwicklung ähnelt der Buddhismus teils einer in der Praxis angewandten Denktradition oder Philosophie.
Der Buddha selbst sah sich weder als Gott noch als Überbringer der Lehre eines Gottes. Er stellte klar, dass er die Lehre, Dhamma (Pali) bzw. Dharma (Sanskrit), nicht aufgrund göttlicher Offenbarung erhalten, sondern vielmehr durch eigene meditative Schau (Kontemplation) ein Verständnis der Natur des eigenen Geistes und der Natur aller Dinge gewonnen habe. Diese Erkenntnis sei jedem zugänglich, der seiner Lehre und Methodik folge. Dabei sei die von ihm aufgezeigte Lehre nicht dogmatisch zu befolgen. Im Gegenteil warnte er vor blinder Autoritätsgläubigkeit und hob die Selbstverantwortung des Menschen hervor. Er verwies auch auf die Vergeblichkeit von Bemühungen, die Welt mit Hilfe von Begriffen und Sprache zu erfassen, und mahnte gegenüber dem geschriebenen Wort oder feststehenden Lehren eine Skepsis an, die in anderen Religionen in dieser Radikalität kaum anzutreffen ist.
Von den monotheistischen Religionen (Judentum, Christentum, Islam) unterscheidet der Buddhismus sich grundlegend. So kennt die buddhistische Lehre weder einen allmächtigen Gott noch eine ewige Seele. Das, und auch die Nichtbeachtung des Kastensystems, unterscheidet ihn auch von Hinduismus und Brahmanismus, mit denen er andererseits die Karma-Lehre teilt. In deren Umfeld entstanden, wird er mitunter als eine Reformbewegung zu den vedischen Glaubenssystemen Indiens betrachtet. Mit dieser antiritualistischen und antitheistischen Haltung ist die ursprüngliche Lehre des Siddhartha Gautama sehr wahrscheinlich die älteste hermeneutische Religion der Welt.

### Dharma
Dharma (Sanskrit) bzw. Dhamma (Pali) bezeichnet im Buddhismus im Wesentlichen zweierlei:
- Die Lehre Buddhas (im Theravada die des Buddha, im Mahayana und Vajrayana auch zusammen mit den Lehren der Bodhisattvas und großen verwirklichten Meister). Basis des Dharma sind die Vier edlen Wahrheiten. Es bildet eines der Drei Juwelen, der so genannten „Zufluchtsobjekte“, bestehend aus dem Lehrer, der Lehre und der Gemeinschaft der Mönche (Buddha, Dharma und Sangha). Es ist auch Teil der Zehn Betrachtungen (Anussati).
- Die Gesamtheit aller weltlichen Phänomene, der Natur an sich und der ihr zu Grunde liegenden Gesetzmäßigkeiten (siehe Abschnitt Das bedingte Entstehen).

Kern der Lehre des Buddha sind die von ihm benannten Vier Edlen Wahrheiten, aus der vierten der Wahrheiten folgt als Weg aus dem Leiden der Achtfache Pfad.
Im Zentrum der „Vier edlen Wahrheiten“ steht das Leiden (dukkha), seine Ursachen und der Weg, es zum Verlöschen zu bringen. Der Achtfache Pfad ist dreigeteilt, die Hauptgruppen sind: die Einsicht in die Lehre, ihre ethischen Grundlagen und die Schwerpunkte des geistigen Trainings (Meditation/Achtsamkeit).

### Das bedingte Entstehen
Die „bedingte Entstehung“, auch „Entstehen in Abhängigkeit“ bzw. „Konditionalnexus“ (Pali: Paticcasamuppada, Sanskrit: Pratityasamutpada), ist eines der zentralen Konzepte des Buddhismus. Es beschreibt in einer Kette von 12 miteinander verwobenen Elementen die Seinsweise aller Phänomene in ihrer dynamischen Entwicklung und gegenseitigen Bedingtheit. Die Essenz dieser Lehre kann in dem Satz zusammengefasst werden: „Dieses ist, weil jenes ist“.

### Ursache und Wirkung: Karma
Kamma (Pali) bzw. Karma (Sanskrit) bedeutet „Tat, Wirken“ und bezeichnet das sinnliche Begehren und das Anhaften an die Erscheinungen der Welt (Gier, Hass, Ich-Sucht), die Taten, die dadurch entstehen, und die Wirkungen von Handlungen und Gedanken in moralischer Hinsicht, insbesondere die Rückwirkungen auf den Akteur selbst. Es entspricht in etwa dem Prinzip von Ursache und Wirkung. Karma bezieht sich auf alles Tun und Handeln sowie alle Ebenen des Denkens und Fühlens. All das erzeugt entweder gutes oder schlechtes Karma oder kann karmisch gesehen neutral sein.
Gutes wie schlechtes Karma erzeugt die Folge der Wiedergeburten, das Samsara. Höchstes Ziel des Buddhismus ist es, diesem Kreislauf zu entkommen, indem kein Karma mehr erzeugt wird – Handlungen hinterlassen dann keine Spuren mehr in der Welt. Im Buddhismus wird dies als Eingang ins Nirwana bezeichnet.
Da dieses Ziel in der Geschichte des Buddhismus oft als unerreichbar in einem Leben galt, ging es, besonders bei den Laien, mehr um das Anhäufen guten Karmas als um das Erreichen des Nirwana in diesem Leben. Gekoppelt daran ist der Glaube, dass das erworbene Verdienst (durch gute Taten, zeitweiligen Beitritt in den Sangha, Spenden an Mönche, Kopieren von Sutras und vieles mehr) auch rituell an andere weitergegeben werden könne, selbst an Verstorbene oder ganze Nationen.

### Der Kreislauf des Lebens: Samsara
Der den wichtigen indischen Religionen gemeinsame Begriff Samsara, „beständiges Wandern“, bezeichnet den fortlaufenden Kreislauf des Lebens aus Tod und Geburt, Werden und Vergehen. Das Ziel der buddhistischen Praxis ist, diesen Kreislauf zu verlassen. Samsara umfasst alle Ebenen der Existenz, sowohl jene, die wir als Menschen kennen, wie auch alle anderen, von den Höllenwesen (Niraya Wesen) bis zu den Göttern (Devas). Alle Wesen sind im Kreislauf des Lebens gefangen, daran gebunden durch Karma: ihre Taten, Gedanken und Emotionen, durch Wünsche und Begierden. Erst das Erkennen und Überwinden dieser karmischen Kräfte ermöglicht ein Verlassen des Kreislaufs. Im Mahayana entstand darüber hinaus die Theorie der Identität von Samsara und Nirwana (in westlich-philosophischen Begriffen also Immanenz statt Transzendenz).

### Nicht-Selbst und Wiedergeburt
Die Astika-Schulen der indischen Philosophie lehrten das „Selbst“ (p. attā, skt. ātman), vergleichbar mit dem Begriff einer persönlichen Seele. Der Buddha verneinte die Existenz von ātta als persönliche und beständige Einheit. Im Gegensatz dazu sprach er von dem „Nicht-Selbst“ (p. anattā, skt. anātman). Die Vorstellung von einem beständigen Selbst ist Teil der Täuschung über die Beschaffenheit der Welt. Gemäß der Lehre des Buddhas besteht die Persönlichkeit mit all ihren Erfahrungen und Wahrnehmungen in der Welt aus den Fünf Gruppen, (p. khandhā, skt. skandhas): Körper, Empfindungen, Wahrnehmungen, Geistesregungen und Bewusstsein. Das Selbst ist aus buddhistischer Sicht keine konstante Einheit, sondern ein von beständigem Werden, Wandeln und Vergehen gekennzeichneter Vorgang.
Vor diesem Hintergrund hat das zur Zeit des Buddha bereits existierende Konzept der Wiedergeburt, punabbhava, (p.; puna ‚wieder‘, bhava ‚werden‘) im Buddhismus eine Neudeutung erfahren, denn die traditionelle vedische Reinkarnationslehre basierte auf der Vorstellung einer Seelenwanderung. Wiedergeburt bedeutet im Buddhismus aber nicht individuelle Fortdauer eines dauerhaften Wesenskernes, auch nicht Weiterwandern eines Bewusstseins nach dem Tode. Vielmehr sind es unpersönliche karmische Impulse, die von einer Existenz ausstrahlend eine spätere Existenzform mitprägen.

### Das Erwachen (Bodhi)
Bodhi ist der Vorgang des „Erwachens“, oft ungenau mit dem unbuddhistischen Begriff „Erleuchtung“ wiedergegeben. Voraussetzungen sind das vollständige Begreifen der „Vier edlen Wahrheiten“, die Überwindung aller an das Dasein bindenden Bedürfnisse und Täuschungen und somit das Vergehen aller karmischen Kräfte. Durch Bodhi wird der Kreislauf des Lebens und des Leidens (Samsara) verlassen und Nirwana erlangt.
Die buddhistische Tradition kennt drei Arten von Bodhi:
- Pacceka-Bodhi wird durch eigene Bemühungen, ohne die Hilfe von Lehrern, erreicht. Ein derart Erwachter wird als ein Pratyeka-Buddha bezeichnet.
- Savaka-Bodhi bezeichnet das Erwachen jener, die mit Hilfe von Lehrern Bodhi erlangen. Ein so Erwachter wird als Arhat bezeichnet.
- Samma-Sambodhi wird von einem Samma-Sambuddha („Vollkommen Erwachter“) erlangt. Ein solcher „Vollkommen Erwachter“ gilt als die perfekte, mitfühlendste und allwissende Form eines Buddha. Der historische Buddha Shakyamuni aus dem Geschlecht von Shakya wird als ein solcher Samma-Sambuddha bezeichnet.

### Verlöschen: Nirwana
Nirwana (Sanskrit) bzw. Nibbana (Pali) bezeichnet die höchste Verwirklichungsstufe des Bewusstseins, in der jede Ich-Anhaftung und alle Vorstellungen/Konzepte erloschen sind. Nirwana kann mit Worten nicht beschrieben, es kann nur erlebt und erfahren werden als Folge intensiver meditativer Übung und anhaltender Achtsamkeitspraxis. Es ist weder ein Ort – also nicht vergleichbar mit Paradies-Vorstellungen anderer Religionen – noch eine Art Himmel und auch keine Seligkeit in einem Jenseits. Nirwana ist auch kein nihilistisches Konzept, kein „Nichts“, wie westliche Interpreten in den Anfängen der Buddhismusrezeption glaubten, sondern beschreibt die vom Bewusstsein erfahrbare Dimension des Letztendlichen. Der Buddha selbst lebte und unterrichtete noch 45 Jahre, nachdem er Nirwana erreicht hatte. Das endgültige Aufgehen oder „Verlöschen“ im Nirwana nach dem Tod wird als Parinirvana bezeichnet.

### Meditation und Achtsamkeit
Weder das rein intellektuelle Erfassen der Buddha-Lehre noch das Befolgen ihrer ethischen Richtlinien allein reicht für eine erfolgreiche Praxis aus. Im Zentrum des Buddha-Dharma stehen daher Meditation und Achtsamkeitspraxis. Von der Atembeobachtung über die Liebende-Güte-Meditation (metta), Mantra-Rezitationen, Gehmeditation, Visualisierungen bis hin zu thematisch ausgerichteten Kontemplationen haben die regionalen buddhistischen Schulen eine Vielzahl von Meditationsformen entwickelt. Ziele der Meditation sind vor allem die Sammlung und Beruhigung des Geistes (samatha), das Trainieren klar-bewusster Wahrnehmung, des „tiefen Sehens“ (vipassana), das Kultivieren von Mitgefühl mit allen Wesen, die Schulung der Achtsamkeit sowie die schrittweise Auflösung der leidvollen Ich-Verhaftung.
Achtsamkeit (auch Bewusstheit, Vergegenwärtigung) ist die Übung, ganz im Hier und Jetzt zu verweilen, alles Gegenwärtige klarbewusst und nicht wertend wahrzunehmen. Diese Hinwendung zum momentanen Augenblick erfordert volle Wachheit, ganze Präsenz und eine nicht nachlassende Aufmerksamkeit für alle im Moment auftauchenden körperlichen und geistigen Phänomene.

## Buddhistische Schulen

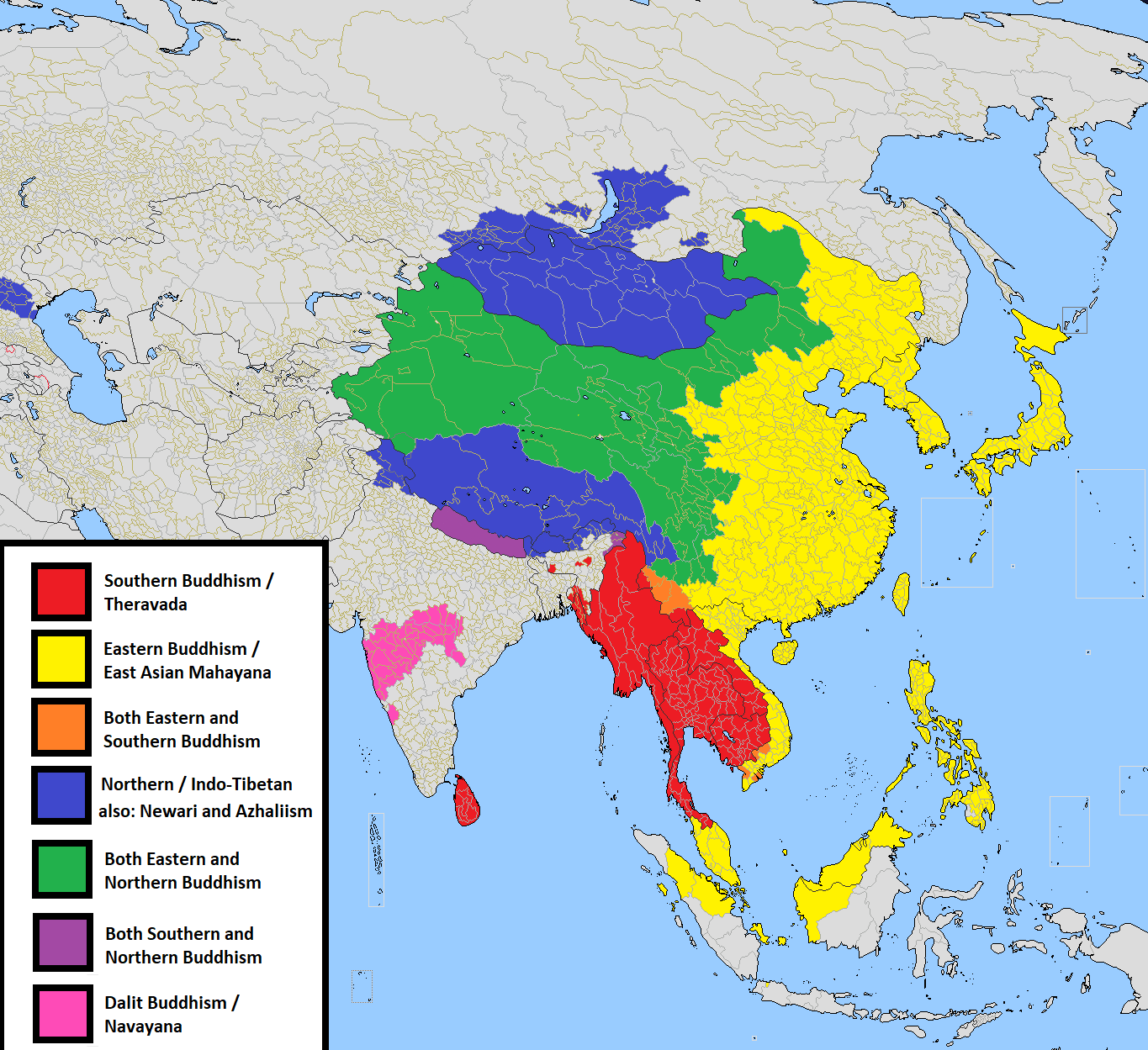
Schulen des Buddhismus

Es gibt drei Hauptrichtungen des Buddhismus: Hinayana („Kleines Fahrzeug“), aus dessen Tradition heute nur noch die Form des Theravada („Lehre der Älteren“) existiert, Mahayana („Großes Fahrzeug“) und Vajrayana (im Westen meist als Tibetischer Buddhismus bekannt oder irreführenderweise als „Lamaismus“ bezeichnet). In allen drei Fahrzeugen sind die monastischen Orden Hauptträger der Lehre und für deren Weitergabe an die folgenden Generationen verantwortlich. Üblicherweise gilt auch der Vajrayana als Teil des großen Fahrzeugs. Der Begriff Hinayana wurde und wird von den Anhängern der ihm zugehörigen Schulen abgelehnt, da er dem Mahayana entstammt.

### Theravada
Theravada bedeutet wörtlich „Lehre der Ordens-Älteren“ und geht auf diejenigen Mönche zurück, welche die Lehrreden noch direkt vom Buddha gehört haben, z. B. Ananda, Kassapa, Upali. Der Theravada-Buddhismus ist die einzige noch bestehende Schule der verschiedenen Richtungen des Hinayana. Seine Tradition bezieht sich in ihrer Praxis und Lehre ausschließlich auf die ältesten erhaltenen Schriften der buddhistischen Überlieferung, die im Tipitaka (Pali) (auch Tripitaka (Sanskrit) oder Pali-Kanon), zusammengefasst sind. Dieser „Dreikorb“ (Pitaka: Korb) besteht aus folgenden Teilen:
- Die Regeln für die Gemeinschaft (Sangha) der buddhistischen Mönche und Nonnen – Vinaya, siehe auch: Vinayapitaka
- Die Lehrreden des Buddha – Sutta, siehe auch: Suttapitaka
- Eine philosophische Systematisierung der Lehren des Buddha – Abhidhamma, siehe auch: Abhidhammapitaka

Die Betonung liegt im Theravada auf dem Befreiungsweg des Einzelnen aus eigener Kraft nach dem Arhat-Ideal und der Aufrechterhaltung und Förderung des Sangha. Theravada ist vor allem in den Ländern Süd- und Südostasiens (Sri Lanka, Myanmar, Thailand, Laos und Kambodscha) verbreitet.

### Hinayana
Der Hinayana-Buddhismus (Sanskrit, n., हीनयान, hīnayāna, „kleines Fahrzeug“) bezeichnet einen der beiden großen Hauptströme des Buddhismus. Hinayana ist älter als die andere Hauptrichtung, der Mahayana. Im Hinayana strebt ein Mensch nach dem Erwachen, um selbst nicht mehr leiden zu müssen. Hinayana bezieht sich also nur auf eine Person, die danach strebt, vollkommen zu sein. In diesem Aspekt unterscheidet er sich vom Mahayana, in dem versucht wird, auch andere Lebewesen zum Erwachen zu führen.

### Mahayana
Der Mahayana-Buddhismus (Sanskrit, n., महायान, mahāyāna, „großes Fahrzeug“) geht im Kern auf die Mahasanghika („große Gemeinde“) zurück, eine Tradition, die sich in der Folge des zweiten buddhistischen Konzils (etwa 100 Jahre nach dem Tod des Buddha) entwickelt hatte. Der Mahayana verwendet neben dem Tripitaka auch eine Reihe ursprünglich in Sanskrit abgefasster Schriften („Sutras“), die zusammen den Sanskrit-Kanon bilden. Zu den bedeutendsten Texten gehören das Diamant-Sutra, das Herz-Sutra, das Lotos-Sutra und die Sutras vom reinen Land. Ein Teil dieser Schriften ist heute nur noch in chinesischen oder tibetischen Übersetzungen erhalten.
Im Unterschied zur Theravada-Tradition, in der das Erreichen von Bodhi durch eigenes Bemühen im Vordergrund steht, nimmt im Mahayana das Bodhisattva-Ideal eine zentrale Rolle ein. Bodhisattvas sind Wesen, die als Menschen bereits Bodhi erfuhren, jedoch auf das Eingehen in das Parinirvana verzichteten, um stattdessen allen anderen Menschen, letztlich allen Wesen, zu helfen, ebenfalls dieses Ziel zu erreichen.
Bedeutende Schulen des Mahayana sind beispielsweise die des Zen-Buddhismus, des Nichiren-Buddhismus und des Amitabha-Buddhismus.

### Vajrayana

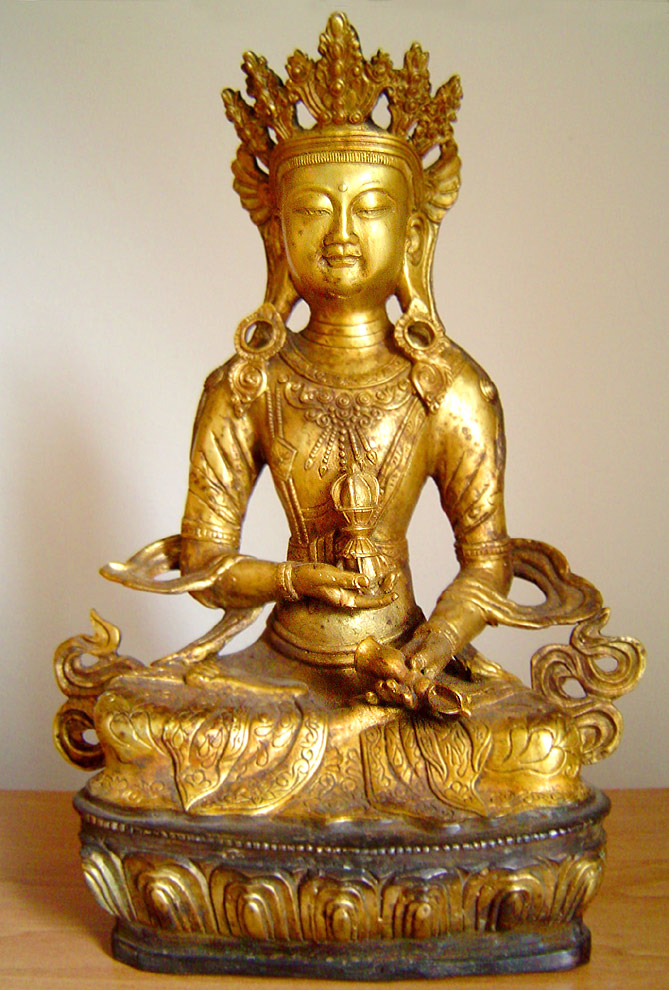
Vajrasattva (Tibet)

Vajrayana („Diamantfahrzeug“) ist eigentlich ein Teil des Mahayana. Im Westen ist er meist fälschlicherweise nur als Tibetischer Buddhismus oder als Lamaismus bekannt, tatsächlich ist er jedoch eine Sammelbezeichnung für verschiedene Schulen, die außer in Tibet auch in Japan, China und der Mongolei (geschichtlich auch in Indien und Südostasien) verbreitet sind.
Er beruht auf den philosophischen Grundlagen des Mahayana, ergänzt diese aber um tantrische Techniken, die den Pfad zum Erwachen deutlich beschleunigen sollen. Zu diesen Techniken gehören neben der Meditation unter anderem Visualisierung (geistige Projektion), das Rezitieren von Mantras und weitere tantrische Übungen, zu denen Rituale, Einweihungen und Guruyoga (Einswerden mit dem Geist des Lehrers) gehören.
Diese Seite des Mahayana legt besonderen Wert auf geheime Rituale, Schriften und Praktiken, welche die Praktizierenden nur schrittweise erlernen. Daher wird Vajrayana innerhalb des Mahayana auch „esoterische Lehre“ genannt, in Abgrenzung von „exoterischen Lehren“, also öffentlich zugänglichen Praktiken wie dem Nenbutsu des Amitabha-Buddhismus.
Der tibetische Buddhismus legt besonderen Wert auf direkte Übertragung von Unterweisungen von Lehrer zu Schüler. Eine wichtige Autorität des tibetischen Buddhismus ist der Dalai Lama.
Die vier Hauptschulen des Tibetischen Buddhismus sind:
- Nyingma[38] („Die Alten“): Die älteste tibetische Schule, zurückgehend auf Padmasambhava (8. Jahrhundert).
- Kagyü[39] („Linie der mündlichen Überlieferung“): Gegründet von Marpa und dessen Schüler Milarepa (11. Jahrhundert).
- Sakya[40] („Graue Erde“): Nach dem von Khön Könchog Gyalpo gegründeten Kloster benannt (11. Jahrhundert).
- Gelug[41] („Die Tugendhaften“): Gegründet von Tsongkhapa (14. Jahrhundert).

Der Tibetische Buddhismus ist heute in Tibet, Bhutan, Nepal, Indien (Ladakh, Sikkim), der Mongolei und Teilen Russlands (Burjatien, Kalmückien, Tuwa, Republik Altai) verbreitet.
Etwa im 9. Jahrhundert verbreitete sich der Vajrayana auch in China. Als eigene Schule hielt er sich nicht, hatte aber Einfluss auf andere Lehrtraditionen dort. Erst in der Qing-Zeit wurde der Vajrayana der Mandschu unter Förderung der tibetischen Richtungen wieder eine staatliche Religion.
Er wurde noch im gleichen Jahrhundert seiner Einführung in China nach Japan übertragen. Dort wird Vajrayana in der Shingon-Schule gelehrt. Mikkyō (jap. Übersetzung von Mizong) hatte aber Einfluss auf Tendai und alle späteren Hauptrichtungen des japanischen Buddhismus.

## Buddhistische Feste und Feiertage

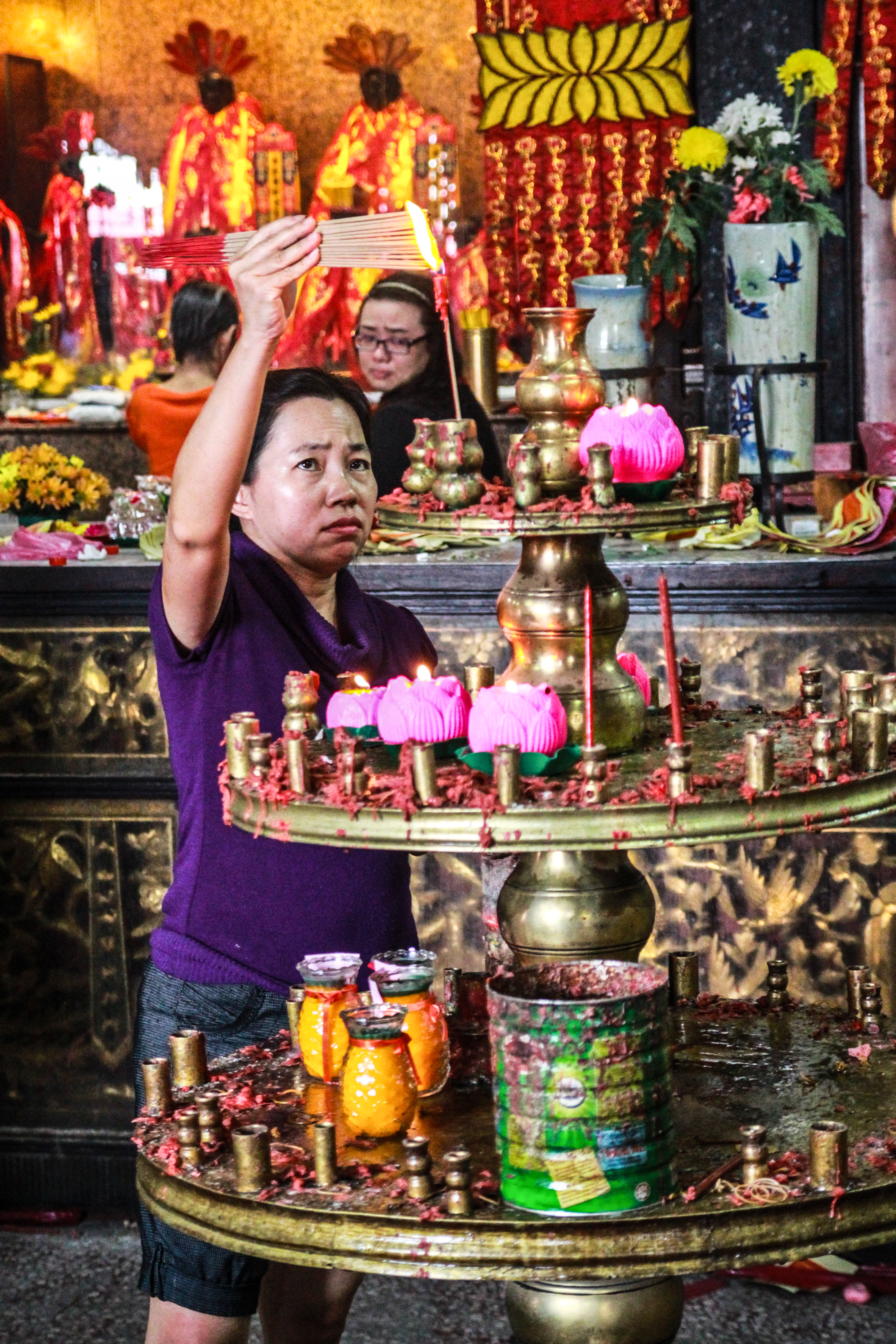
Entzündung von Räucherstäbchen in einem Tempel in Malaysia

Buddhistische Zeremonien, Feste und Feiertage werden auf unterschiedliche Art und Weise zelebriert. Einige werden in Form einer Puja gefeiert, was im Christentum etwa einer Andacht – ergänzt durch eine Verdienstübertragung – entsprechen würde. Andere Feste sind um zentrale Straßenprozessionen herum organisiert. Diese können dann auch Volksfest-Charakter mit allen dazugehörigen Elementen wie Verkaufsständen und Feuerwerk annehmen. In Japan zum Beispiel werden sie dann Matsuris genannt. Die Termine für die Feste richteten sich ursprünglich hauptsächlich nach dem Lunisolarkalender. Heute sind dagegen einige auf ein festes Datum im Sonnenkalender festgelegt.
| Name                                   | Anlass | Termin                                        | Region                       |
| -------------------------------------- | --- | --------------------------------------------- | ---------------------------- |
| Visakha Puja (Vesakh)                  | Des Buddhas Geburt, Erleuchtung und Eintritt ins Nirvana. Es ist der höchste buddhistische Feiertag, auch „Buddha-Tag“ genannt. | Ende Mai, Anfang Juni                         | universell                   |
| Jahrestag der Geburt des Buddha        | Des Buddhas Geburt, siehe auch Kambutsue Hana-Matsuri                                                                           | 8. April                                      | Japan                        |
| Jahrestag der Erleuchtung des Buddha   | Des Buddhas Erleuchtung Bodhitag, Jodo-e                                                                                        | 8. Dezember                                   | Japan                        |
| Jahrestag des Eintritts in das Nirvana | Des Buddhas Eintritt in das Nirvana Nirvanatag, Nehan-e                                                                         | 15. Februar                                   | Japan                        |
| Uposatha                               | Tag der inneren Einkehr, der Erneuerung der Dhamma-Praxis, v. a. im Theravada-Buddhismus, vergleichbar dem jüdischen Schabbat   | je nach Kalender regelmäßig alle 5 bis 7 Tage | universell                   |
| Magha Puja (Māgha Pūjā)                | Erinnerung an eine spontane Versammlung von 1.250 Schülern des Buddha, im Theravada-Buddhismus                                  | Ende Februar, Anfang März                     | Thailand, Laos, Kambodscha   |
| Abhidhamma Tag                         | Des Buddhas Aufstieg ins Tushita, um seiner Mutter Abhidhamma zu lehren                                                         | siebter Monat im Mondkalender (Juni)          | Myanmar                      |
| Ullambana                              | Allerseelenfest, Fest der Universellen Erlösung, siehe auch: Obon                                                               | Vollmondtag des siebten Monats (August)       | Japan, evtl. noch andernorts |
| Asalha Puja                            | Des Buddhas erste Rede vor seiner Gefolgschaft, auch „Dhamma-Tag“ genannt.                                                      | achter Monat im Mondkalender (Juli)           | Thailand                     |
| Vassa                                  | dreimonatige Rückzugszeit der buddhistischen Mönche, buddhistische „Fastenzeit“, siehe auch: Khao Phansa, Ok Phansa             | von Juli bis Oktober                          | universell                   |
| Kathin-Zeremonie                       | Dankerweisung gegenüber den Mönchen                                                                                             | Mitte Oktober, November                       | Thailand                     |

- Die „universellen“ Feiertage sind fett hervorgehoben. Damit sind Feiertage gemeint, die nicht nur in einem bestimmten Land oder einer bestimmten Schule des Buddhismus gefeiert werden, sondern die von grundlegender Bedeutung für die buddhistische Praxis sind (vergleichbar etwa dem christlichen Ostern oder Weihnachten).